# فتالاید
فتالاید (به انگلیسی: Phthalide) یک ترکیب شیمیایی با شناسه پاب‌کم ۶۸۸۵ است. 

## نگارخانه